# Alexandra Wentworth
Alexandra Elliott Wentworth (Washington D.C., 12 januari 1965) is een Amerikaanse actrice, filmproducente, scenarioschrijfster en comédienne.

## Biografie
Wentworth werd geboren in Washington D.C.. Haar moeder werkte van 1981 tot en met 1983 als secretaresse voor Nancy Reagan op het Witte Huis, haar vader werkte als journalist voor The Washington Post. Wentworth studeerde af aan de Bard College in Dutchess County.   
Wentworth begon in 1994 met acteren in de televisieserie Hardball, waarna zij nog meerdere rollen speelde in televisieseries en films. Zij is vooral bekend van haar personages in het Amerikaanse sketchprogramma In Living Color, waar zij in 63 afleveringen speelde (1992-2001). In 2009 won zij samen met de cast een NBR Award voor haar rol in It's Complicated in de categorie Beste Optreden door een Cast in een Film.
Wentworth is in 2001 getrouwd met George Stephanopoulos, die zij leerde kennen door een blind date, met wie zij twee dochters heeft.  

## Filmografie

### Films
- 2015 The Family Fang - als Sally Schiff
- 2013 Breathe In - als Wendy Sebeck
- 2009 It's Complicated - als Diane
- 2001 Call Me Claus - als P.A.
- 2000 Meeting Daddy - als Melanie Branson
- 1999 American Virgin - als Mitzi
- 1999 Life Among the Cannibals - als zangeres met zelfmoordneigingen
- 1999 Office Space - als Anne
- 1997 The Love Bug - als Alex Davis
- 1997 The Real Blonde - als Raina
- 1997 Trial and Error - als Tiffany
- 1996 Big Packages - als Susan
- 1996 Jerry Maguire - als Bobbi Fallon

### Televisieseries
Uitgezonderd eenmalige gastrollen.
- 2016-2017 Nightcap - als Staci Cole - 20 alf.
- 2007-2009 Head Case - als Elizabeth Goode - 29 afl.
- 1992-2001 In Living Color - als diverse karakters - 63 afl.
- 1999 Felicity - als Abby - 2 afl.
- 1994 Hardball - als Lee Emory - 9 afl.

### Filmproducente
- 2023 Pretty Baby: Brooke Shields - miniserie
- 2016-2017 Nightcap - televisieserie - 20 afl.
- 2007-2009 Head Case - televisieserie - 28 afl.

### Scenarioschrijfster
- 2016-2017 Nightcap - televisieserie - 20 afl.
- 2007-2009 Head Case - televisieserie - 28 afl.
- 1992 In Living Color - televisieserie - 1 afl.

- International Standard Name Identifier: 0000 0000 3793 8052
- Library of Congress Control Number: n98005387
- Virtual International Authority File: 28840212
- WorldCat: E39PBJg8KdKvxyXDfcyQFTMgKd